# Hexatoma multicolor
Hexatoma multicolor är en tvåvingeart som beskrevs av Alexander 1937. Hexatoma multicolor ingår i släktet Hexatoma och familjen småharkrankar. Inga underarter finns listade i Catalogue of Life.